# Мойсеєв Микола Андрійович (військовик)
Микола Андрійович Мойсеєв (17 жовтня 1934, село Ново-Богоявленське, тепер Первомайського району Тамбовської області Російська Федерація — 6 грудня 2020, місто Москва) — радянський військово-політичний діяч, член Військової ради — начальник політичного управління Сухопутних військ СРСР, 1-й заступник головнокомандувача Сухопутних військ СРСР — начальник військово-політичного управління Сухопутних військ, генерал-полковник (7.05.1987). Член Центральної Ревізійної Комісії КПРС у 1986—1990 роках. Член ЦК КПРС у 1990—1991 роках. Депутат Верховної ради Туркменської РСР. Народний депутат СРСР у 1989—1991 роках.

## Життєпис
З 1952 року — в Радянській армії. У 1954 році закінчив Сумське артилерійське училище імені Фрунзе. У 1954 році був обраний секретарем комітету ВЛКСМ навчального дивізіону артилерійського училища.
Член КПРС з 1955 року.
З 1955 року служив інструктором із комсомольської роботи політичного відділу полку, помічником із комсомольської роботи начальника політичного відділу дивізії, помічником із комсомольської роботи начальника політичного відділу армії.
З 1961 року — старший інструктор і начальник відділу по роботі з комсомолом в політичних управліннях Київського військового округу та Групи радянських військ у Німеччині. 
У 1965 році закінчив заочно Вищу партійну школу при ЦК КПРС.
З 1968 року — начальник політичного відділу дивізії.
У 1974 році закінчив Військово-політичну академію імені Леніна.
З 1974 року служив в Прибалтійському військовому окрузі: заступник начальника політичного відділу армії, з 1979 року — 1-й заступник начальника політичного управління Прибалтійського військового округу.
На початку 1980-х років — начальник політичного відділу 5-ї гвардійської мотострілецької дивізії, що воювала в Афганістані.
У березні 1982 — серпні 1985 року — член Військової ради — начальник політичного управління Туркестанського військового округу.
У серпні 1985 — 1989 року — член Військової ради — начальник політичного управління Групи радянських військ у Німеччині. У 1989 році — член Військової ради — начальник політичного управління Західної групи військ.
У грудні 1989 — квітні 1991 року — член Військової ради — начальник політичного управління Сухопутних військ СРСР.
У квітні — серпні 1991 року — 1-й заступник головнокомандувача Сухопутних військ СРСР — начальник військово-політичного управління Сухопутних військ.
З серпня 1991 року — у відставці в місті Москві.
Заступник голови Ради директорів Асоціації офіцерів запасу Збройних Сил (МЕГАПІР) — керівник групи радників.

## Військові звання
- генерал-майор (1976)
- генерал-лейтенант (1982)
- генерал-полковник (7.05.1987)

## Нагороди
- орден Червоного Прапора
- орден Червоної Зірки
- орден «За службу Батьківщині у Збройних Силах СРСР» ІІ ст.
- орден «За службу Батьківщині у Збройних Силах СРСР» ІІІ ст.
- медалі